# Matt Serra
Matthew John 'Matt' Serra (East Meadow, 2 juni 1974) is een Amerikaans voormalig MMA-vechter. Hij was in 2006 de winnaar van de deelnemers in het weltergewicht (tot 77 kilo) in het vierde seizoen van het televisieprogramma The Ultimate Fighter (TUF). Vijf maanden later werd hij UFC-wereldkampioen in deze gewichtsklasse. Daarmee was hij de eerste UFC-wereldkampioen die voortkwam uit TUF. Serra werd na zijn actieve sportcarrière analyticus voor de UFC op Fox.

## Carrière
Serra deed in zijn jeugd aan kungfu en worstelen en ging zich op zijn achttiende ook bezighouden met Braziliaans jiujitsu. In deze laatste twee takken van sport won hij medailles op verschillende internationale toernooien. Zijn debuut in MMA volgde in april 1999, toen hij Khamzat Vitaev versloeg door middel van een verwurging (rear-naked choke). Serra won zijn eerste vier MMA-gevechten op rij, allemaal onder de vlag van de VATV-bond. Hij debuteerde in mei 2001 vervolgens bij de UFC en leed die dag zijn eerste nederlaag in de sport. Shonie Carter sloeg hem knock-out (KO).
Nadat Serra tegen Yves Edwards zijn eerste UFC-overwinning boekte (verdeelde jurybeslissing), vocht hij tegen Kelly Dullanty voor het eerst in het lichtgewicht (tot 70 kilo). Hij versloeg hem door middel van een verwurging. B.J. Penn bracht hem zes maanden later zijn tweede nederlaag in zijn carrière toe (unanieme jurybeslissing). Na vijf gevechten in het lichtgewicht (drie keer winst, twee keer verlies) keerde Serra in juni 2005 terug in het weltergewicht. Karo Parisyan versloeg hem door middel van een unanieme jurybeslissing.

### TUF & wereldtitel
Na zijn nederlaag tegen Parisyan kwalificeerde Serra zich in mei 2006 voor deelname aan het vierde seizoen van het televisieprogramma The Ultimate Fighter (TUF). Hierin kreeg hij de kans om te trainen onder Randy Couture en Georges St-Pierre en een titelgevecht tegen een UFC-kampioen te verdienen door een onderling afvaltoernooi met andere UFC-vechters te winnen. Serra versloeg achtereenvolgens Pete Spratt, Shonie Carter en in de finale Chris Lytle. Zeven dagen na de eindstrijd pakte St. Pierre Matt Hughes het kampioenschap in het weltergewicht af. Daardoor werd hij Serra's tegenstander in een gevecht om de wereldtitel in deze klasse. Dit vond plaats in april 2007. Serra sloeg de Canadees in de eerste ronde technisch knock-out. Daarmee was hij de tweede vechter ooit die St. Pierre versloeg en de nieuwe UFC-kampioen in het weltergewicht.
Na het winnen van de titel vocht Serra een jaar niet vanwege een rugblessure. Hij maakte zijn rentree in april 2008 in een rematch met St. Pierre. Die won in die partij zijn wereldtitel terug middels een technische knock-out vlak voor het einde van de tweede ronde. Nadat hij Serra naar de grond dwong, gaf hij hem knietjes op zijn lichaam tot de scheidsrechter besloot dat Serra zich niet voldoende meer verdedigde om verder te gaan. Voormalig kampioen Hughes bezorgde Serra in mei 2009 zijn tweede nederlaag op rij (unanieme jurybeslissing). Hij kwam daarna nog twee keer in actie, beide keren in 2010. Hij sloeg Frank Trigg in februari in de eerste ronde knock-out. Zijn laatste partij vond plaats in september, tegen zijn voormalige TUF-concurrent Lytle. Die won ditmaal op basis van een unanieme jurybeslissing van hem. Serra maakte in mei 2013 officieel bekend dat hij stopte met MMA.